# Vera Ralston

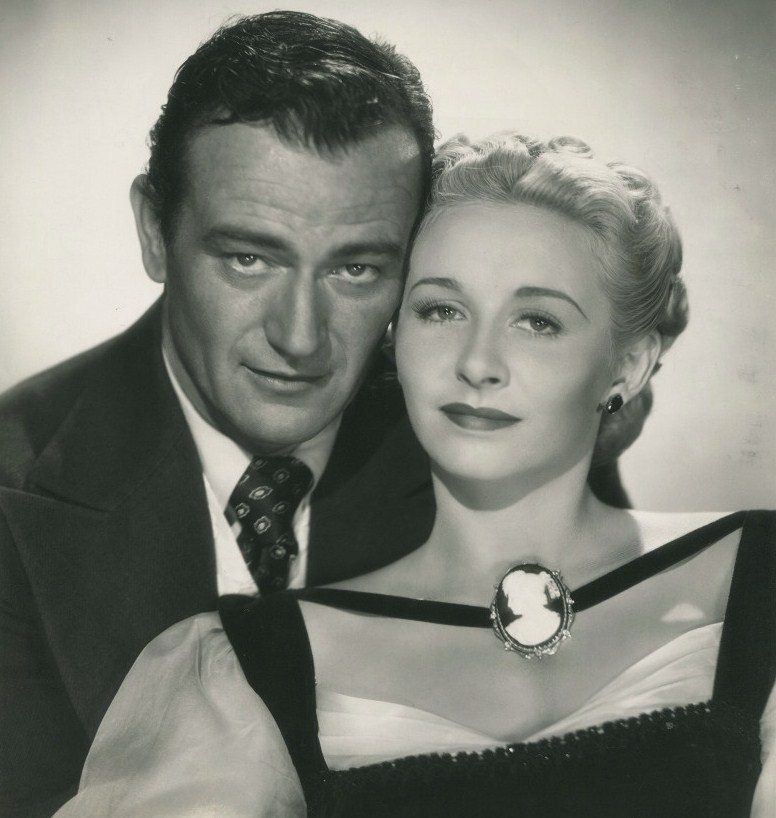
Vera Ralston mit John Wayne

Vera Ralston (* 12. Juli 1919 in Prag als Věra Helena Hrubá; † 9. Februar 2003 in Santa Barbara, Kalifornien) war eine tschechoslowakische Eiskunstläuferin und US-amerikanische Schauspielerin.

## Leben
Věra Hrubá war eine erfolgreiche Eiskunstläuferin und nahm für die Tschechoslowakei an den Eiskunstlauf-Europameisterschaften 1936 und den Olympischen Winterspielen 1936 in Garmisch-Partenkirchen teil. Bei beiden Veranstaltungen belegte sie hintere Plätze. Im darauf folgenden Jahr nahm sie an den diesmal in ihrer Geburtsstadt Prag abgehaltenen Eiskunstlauf-Europameisterschaften 1937 teil, bei denen sie den siebten Platz belegte.
Hrubá zog in die Vereinigten Staaten, um dort als professionelle Eiskunstläuferin in Revues aufzutreten. Dort nahm sie den Namen Vera Ralston an. Zudem nahm sie Schauspielunterricht bei Josephine Dillon, der ersten Frau von Clark Gable. Republic Pictures wurde auf sie aufmerksam, und versuchte mit ihr den Erfolg von 20th Century Fox mit Sonja Henie zu kopieren. Henie war jedoch nicht nur die weit bessere Eiskunstläuferin, sondern auch eine bessere Schauspielerin. Trotzdem trat Ralston innerhalb von 17 Jahren in insgesamt 26 Spielfilmen von Republic Pictures auf, von denen jedoch keinem größerer kommerzieller Erfolg beschieden war, wozu auch ihr vergleichsweise schlechtes Englisch beitrug. Grund für die lange Filmkarriere trotz ausbleibendem Erfolg war ihre Ehe mit dem fast 40 Jahre älteren Gründer und Geschäftsführers des Studios, Herbert J. Yates. Einer der damaligen Stars des Studios war John Wayne, der Ralston kurz vor seinem Tod als „die schlechteste Schauspielerin, mit der er je zusammenarbeiten musste“ bezeichnete. Er hatte 1945 und 1949 zwei Western mit ihr als weiblicher Hauptdarstellerin gedreht, Liebe in der Wildnis (OT: Dakota) und In letzter Sekunde, beide Filme waren kommerzielle Misserfolge. Nachdem Yates aufgrund der diversen teuren Flops durch die Filme seiner Frau, nur zwei davon konnten ihre Produktionskosten wieder einspielen, Ende der 1950er Jahre mittels eines Gerichtsverfahrens durch die Anteilseigner aus dem Studio gedrängt wurde, endete auch Ralstons Filmkarriere.
Ralston zog sich mit Yates ins Privatleben zurück. Das Ehepaar lebte bis zu Yates Tod 1966 im Alter von 85 Jahren zusammen auf dessen Anwesen. 1973 heiratete Ralston ein zweites Mal, die Ehe bestand bis zu ihrem Tod. Sie starb im Jahr 2003 an den Folgen eines Krebsleidens.

## Trivia
Die Schauspielerin Vera Miles, die ihre Karriere bei Republic Pictures begann, hieß mit wirklichem Namen Vera Ralston. Sie nahm einen Künstlernamen an, da es nicht zwei Schauspielerinnen gleichen Namens im selben Studio geben sollte.

## Filmografie (Auswahl)
- 1941: Ice-Capades
- 1942: Ice-Capades Revue
- 1944: The Lady and the Monster
- 1945: Liebe in der Wildnis (Dakota)
- 1946: Karten, Kugeln, Banditen (Plainsman and the Lady)
- 1947: Hyänen der Prärie (Wyoming)
- 1947: The Flame
- 1949: In letzter Sekunde (The Fighting Kentuckian)
- 1951: Höllenreiter der Nacht (The Wild Blue Yonder)
- 1952: Mördersyndikat San Francisco (Hoodlum Empire)
- 1953: Der Rebell von Java (Fair Wind to Java)
- 1954: Kalifornische Sinfonie (Jubilee Trail)
- 1955: Der Rächer vom Silbersee (Timberjack)
- 1956: Schach dem Mörder (Accused of Murder)
- 1957: Arizona-Express (Gunfire at Indian Gap)
- 1958: Rauschgift-Banditen (The Man Who Died Twice)

## Auszeichnungen
- 1960: Stern auf dem Hollywood Walk of Fame, 1750 Vine Street